# Gonzalo Espinoza
Gonzalo Alejandro Espinoza Toledo (Constitución, 9 de abril de 1990) es un futbolista chileno que juega de mediocampista defensivo en Deportes Recoleta de la Primera B de Chile.

## Trayectoria

### Inicios
Se inició en las divisiones inferiores de Huachipato y, posteriormente, emigró a Barnechea, para formar parte del primer plantel.
En 2011 fue fichado por Unión San Felipe, en su debut frente a O'Higgins el 30 de enero del mismo año por la primera fecha de Torneo de Apertura en el Estadio Municipal de Aconcagua, Espinoza fue uno de los valores más destacados, cerró el partido al minuto 67 marcando un verdadero gol para el 3-1 final, el joven mediocampista de 20 años arrancando casi desde su propio campo y correr 80 metros enganchó en el área y fue más rápido que el arquero rancagüino Luis Marín. Su equipo haría un campañon finalizando en el séptimo lugar con 24 puntos y así clasificándose a Playoffs donde se enfrentarían a la Universidad de Chile por los cuartos de final de aquel campeonato, en la ida caerían por 1-2 de local y en la revancha igualaron 1-1 quedando así eliminados por un global de 2-3.
Espinoza sería uno de los baluartes de aquel campaña jugando 18 encuentros (todos de titular) marcando un gol y estando 1.589 minutos en el campo de juego.

### Paso por el fútbol argentino
Racing Club (2011)
El 28 de julio del 2011 se confirmó su préstamo por un año a Racing Club de Argentina, con opción de compra luego de una recomendación de Marcelo Bielsa al DT de la "academia" Diego Simeone. Debutó tres meses después el 5 de noviembre en el duelo contra Argentinos Juniors por la jornada 14 del Torneo Apertura, ingresando al minuto 76 por Patricio Toranzo jugando algunos minutos. El 6 de diciembre fue su debut como titular en el cilindro contra Atlético de Rafaela en el Estadio El Cilindro de Avellaneda por la Fecha 18 del Apertura y Racing ganaría por la cuenta mínima con solitario gol de Teofilo Gutiérrez al minuto 50, Espinosa jugaría todo el encuentro siendo una de las grandes figuras del aquel encuentros siendo elogiado por varios medios argentinos.
Arsenal de Sarandí (2011—2012)
Jugó cinco partidos en el Torneo Apertura, dos de titular sumando un total de 171 minutos, tras lo cual a inicios de 2012 fue enviado a préstamo por cuatro meses al Arsenal de Sarandí, sin cargo ni opción de compra, para disputar únicamente la Copa Libertadores de América. Torneo en el cual jugó cinco partidos siendo titular en todos donde su equipo quedó eliminado en fase de grupos.
Finalizado el préstamo regresó a Racing, pero previo al comienzo del Torneo Inicial 2012, se volvió a mudar al conjunto de Sarandí por un año más, esta vez sin cargo pero con opción de compra. En dicho torneo Espinoza jugaría con regularidad sumando 9 encuentros sin poder anotar, ya en el Torneo Final 2013 solo jugó 4 partidos más un encuentro por la Copa Libertadores 2013.
All Boys (2013—2014)
Tras tener escasas oportunidades en Arsenal, el 1 de agosto de 2013 fichó por All Boys de Argentina de cara al Torneo Inicial 2013, ahí debutó recién en la séptima fecha el día 14 de septiembre contra Quilmes marcando el 4-0 definitivo siendo este su primer gol en el fútbol argentino, pero de ahí en más el "Bulldog" seguiría siendo titular en todas las siguientes fechas ya en la jornada 18 volvió a anotar, un gol en el triunfo por 3-1 sobre Newell's Old Boys clavando un zapatazo de 25 metros en el ángulo de Nahuel Guzmán. Espinoza jugó 11 partidos por el Torneo Inicial 2013 marcando 2 goles en los 929 minutos que estuvo en cancha.
Luego en el Torneo Final 2014 volvió a ser figura y esta vez contra River Plate por la octava fecha de ese torneo, logró la igualdad al minuto 33 con un potente tiro libre luego de que el colombiano Carlos Carbonero pusiera en ventaja a los "millonarios" a los quince minutos de juego. Ya en el segundo tiempo, el cuadro "albo" logró remontar recién iniciado el complemento con gol de Agustín Torassa al 46, solo dos minutos después, el volante chileno asistió a Jonathan Calleri para el 3-1. Nuevamente Carbonero descontó para River al 64, pero finalmente All Boys logró el triunfo por un estrecho 3-2.
Su escuadra terminaría en el último lugar de aquel torneo con solo 15 puntos en 19 fechas pero con Espinoza como una de sus principales figuras al jugar 15 encuentros marcando un gol y siendo el dueño del mediocampo de los "albos" debido a su buen toque de balón. Luego de una aceptable temporada 2013-14 en All Boys, donde disputó 27 partidos y anotó 3 goles entre Primera División y Copa Argentina, la Universidad de Chile compró la totalidad de su pase el 7 de julio de 2014, por lo cual es traspasado a dicho club para reforzar el medio campo de cara al segundo semestre del año.

### Universidad de Chile

#### Temporada 2014/15
Debutó por el cuadro azul el 20 de julio de 2014 por la primera fecha del Torneo de Apertura contra Cobresal en el Estadio Santa Laura jugando un buen encuentro en la victoria de su equipo por 3-1, fue pieza fundamental en la "U" por el buen arranque de campeonato que tuvieron en el Apertura 2014. Sin embargo, en un entrenamiento el volante se fracturó la clavícula derecha el 4 de octubre y tuvo que ser operado, perdiéndose el "Superclásico" ante Colo-Colo dos fechas más tarde, siendo una importante baja en los próximos encuentros de Universidad de Chile. Volvería a las canchas el 22 de noviembre en un partido frente a Barnechea, después de 1 mes y medio de recuperación, ingresando en el 59' de juego en reemplazo de Guzmán Pereira en la igualdad 1-1 por la Fecha 16.
El 6 de diciembre se jugó la definición del Apertura 2014, la "U", Santiago Wanderers y Colo Colo jugaron en simultáneo para definir al campeón del torneo, la U y Colo Colo llegaron igualados con 41 puntos y Wanderers con un punto menos, la U definía con Unión La Calera en el Nacional, mientras que Colo Colo y Wanderers en Valparaíso, en un reñido partido los azules lograron abrir la cuenta recién al minuto 89 tras un penal convertido por Gustavo Canales desatando la algarabía en el coloso de Ñuñoa, tres minutos después al 90+3' Matías Mier abrió la cuenta en Valparaíso para Wanderers y al 90+5' Gonzalo Barriga sepultó las aspiraciones albas, Espinoza fue titular y en los 59 minutos que estuvo en cancha manejo los hilos del mediocampo azul creando opciones de peligro y saliendo reemplazado por Benjamín Vidal, por ende la U fue campeón del Apertura con 44 puntos (uno más que Wanderers) bajando su estrella número 17.
Espinoza fue una de las figuras de la U en aquel título al jugar 12 encuentros, 11 de ellos de titular estando 995 minutos en cancha y siendo el motor del mediocampo azul, incluso para algunos medios y futbolistas fue el mejor jugador de aquel campeonato.
Al año siguiente tras coronarse campeón del Apertura 2014 siendo titular indiscutido, marcó su primer gol después de 15 partidos jugados por la "U", el 17 de enero de 2015, frente a Santiago Wanderers en Valparaíso, sin embargo el equipo azul perdió ese encuentro 3-2 por el Clausura 2015. En dicho torneo los resultados no serían buenos para la U, tras quedar tempranamente fuera de la lucha por el título finalizando en el séptimo puesto con sólo 26 unidades. Mientras que por la Copa Libertadores 2015 los azules tuvieron una paupérrima participación, ya que ganaron tan solo 1 de los 6 partidos de su grupo quedando en el cuarto lugar con 3 puntos y con una diferencia de gol de -9, de esta forma quedó eliminado en la fase de grupos por tercer año consecutivo.
Espinoza al igual que todo el plantel azul, tendría un bajo semestre tras jugar 13 partidos por el Clausura 2015 marcando un gol mientras que por la Copa Libertadores de América jugó 5 encuentros sin ser gravitante en ningún partido.

#### Temporada 2015/16
El 30 de septiembre de 2015, se coronó campeón de la Supercopa de Chile, ese partido terminó con victoria 2-1 a favor de los azules sobre la Universidad de Concepción en el Estadio Germán Becker de Temuco, para la U anotaron Cristián Suárez al 9 y Matías Rodríguez al 80 mientras que para el "campanil" descontó Fernando Manríquez al minuto 90+2 de penal, el "Bulldog" ingresó al minuto 74 por Leonardo Valencia.
El 2 de diciembre del mismo año se disputó la Final de la Copa Chile entre la U y su archirrival Colo Colo, los azules abrieron la cuenta al minuto 25 con un gol de Mathías Corujo, Espinoza ingresaría desde el banco de suplentes al minuto 68 por Gustavo Lorenzetti y ya en el minuto 90+3' Luis Pedro Figueroa marcó en la agonía el 1-1 final, así el título se decidió por penales. Espinoza fue el segundo encargado de patear en los azules y no falló anotando el 2-1 parcial, luego Martín Rodríguez perdería su penal o más bien Johnny Herrera le atajó su disparo y finalmente el propio Herrera fue el que le dio el título a la U tras anotar el quinto y definitivo penal para el 5-3 final.
El 6 de abril de 2016 Gonzalo Espinoza junto a sus compañeros Leonardo Valencia, Cristián Suárez, Luis Felipe Pinilla y Joao Ortiz protagonizaron un polémico asado esto para celebrar el cumpleaños de Espinoza, justo ahí barristas de la "U" increparon a los jugadores del plantel por el bajo rendimiento que los tenía luchando por no descender, tras esto el técnico Sebastián Beccacece cortaría a los 5 jugadores por el resto del Torneo de Clausura 2016.

#### Cesión a Patronato (2016)
El 4 de agosto de 2016 tras llevar dos meses entrenando con las juveniles en la Universidad de Chile es enviado a préstamo a Patronato de la Primera División de Argentina, luego del polémico acto de indisciplina en abril pasado, ahí volvería a jugar y sumar minutos jugando un total de 12 partidos por el campeonato argentino.

#### Vuelta a la U, campeón del fútbol chileno y partida al fútbol turco (2017)
En diciembre del mismo año, se confirma su retorno a la Universidad de Chile, para afrontar el Torneo de Clausura y la Copa Sudamericana 2017, bajo las órdenes del director técnico argentino Ángel Guillermo Hoyos.
Su reestreno con la camiseta azul fue el 5 de febrero de 2017 por la primera fecha del Torneo de Clausura contra Deportes Iquique en el Estadio Municipal de Cavancha y tendría un partido para el olvido en la caída de la U por 2-0 en el norte, al minuto 31 recibió la primera amarilla por reiteración de faltas y luego al 64 se fue expulsado por doble amarilla tras un pisotón sobre Gonzalo Bustamante recibiendo una fecha de sanción.
El 5 de mayo marcó el 1-0 al minuto 2 sobre Cobresal por la Fecha 13, tras un buen pase de Felipe Mora el volante azul soltó un derechazo dentro del área batiendo al meta Sebastián Cuerdo anotando un tanto luego de dos años, saldría al minuto 54 por David Pizarro. La U goleó por 4-0 esa noche en el Nacional y los demás goles fueron obras de Beausejour, Rodríguez y Mora quedando como líder del torneo a falta de 2 fechas del final aún faltando el duelo de Colo Colo. El 14 de mayo la U y Colo Colo jugaron en simultáneo, los "albos" contra Antofagasta en el Monumental y la U contra O'Higgins en Rancagua. La U cumpliría con la tarea goleando por 3-0 al "Capo de Provincia" con goles de Gustavo Lorenzetti, Fabián Monzón y Felipe Mora mientras que Colo Colo solo empató con Antofagasta en su estadio a un gol, así la U le sacaba un punto de ventaja a Colo Colo a una fecha del final, en el partido de los azules Espinoza recibió amarilla al 70 llegando a 5 amarillas en el presente torneo y quedando suspendido para la última fecha por acumulación de tarjetas, a pesar de que la U trato de apelar.
El 20 de mayo la U ganó por la cuenta mínima a San Luis de Quillota con solitario gol de Mora en un Estadio Nacional repleto, así se coronaron campeones por 18° vez en su historia con 30 puntos uno más que Colo Colo (que había ganado 3-1 a Cobresal en el norte).
Espinoza jugó 12 partidos en el campeonato azul marcando un gol en los 991 minutos que estuvo en el campo y siendo expulsado dos veces (contra Iquique y Antofagasta ambas de visita).

### Kayserispor
A mediados del 2017 el mediocampista parte rumbo al Kayserispor turco, en su primera experiencia en Europa, teniendo un buen rendimiento, a pesar de que su equipo quedó 9° en la liga.

### Universidad de Chile
Sin embargo, el 2018 vuelve a la Universidad de Chile por segunda vez, para afrontar la segunda rueda de la Primera División de Chile 2018, debutando ante Unión Española el 11 de agosto, cumpliendo un buen rendimiento en el triunfo por 4-1, junto a sus compañeros Ángelo Henríquez, Gustavo Lorenzetti, Rafael Vaz y Yeferson Soteldo.

## Selección nacional
El 20 de enero de 2015, el director técnico de la Selección Chilena, Jorge Sampaoli, entregó la nómina oficial de jugadores para enfrentar el encuentro amistoso contra Estados Unidos a disputarse el 28 de enero, en la cual convocó por primera vez en su carrera a Espinoza, junto a otros 4 compañeros de plantel, por el buen rendimiento mostrado en Universidad de Chile durante el torneo de Apertura 2014.
En aquel encuentro, ingresó como titular y mostró un gran nivel en el triunfo de la "Roja" por 3-2 en el Estadio El Teniente, siendo reemplazado en el 72' de partido por Gonzalo Fierro.

### Partidos internacionales
Actualizado hasta el 28 de enero de 2015.
| 1     | 28 de enero de 2015 | Estadio El Teniente, Rancagua, Chile | Chile      | 3-2 | Estados Unidos |   | Amistoso |  |  |
| Total | Total               | Total                                | Presencias | 1   | Goles          | 0 |          |  |  |

| Selección chilena | Selección chilena | Selección chilena |
| Año               | Partidos          | Goles             |
| ----------------- | ----------------- | ----------------- |
| 2015              | 1                 | 0                 |
| Total             | 1                 | 0                 |

## Estadísticas
| Club |               | Temporada     | Liga  | Liga  | Copas nacionales(1) | Copas nacionales(1) | Torneos internacionales(2) | Torneos internacionales(2) | Total | Total |
| Club | Part.         | Temporada     | Goles | Part. | Goles               | Part.               | Goles                      | Part.                      | Goles |       |
| --- | ------------- | ------------- | ----- | ----- | ------------------- | ------------------- | -------------------------- | -------------------------- | ----- | ----- |
| Unión San Felipe · Chile | 1.ª           | 2011          | 18    | 1     | 5                   | 0                   | —                          | —                          | 23    | 1     |
| Unión San Felipe · Chile | 2.ª           | 2023          | 28    | 2     | 2                   | 0                   | —                          | —                          | 30    | 2     |
| Unión San Felipe · Chile | Total club    | Total club    | 46    | 3     | 7                   | 0                   | 0                          | 0                          | 53    | 3     |
| Racing Club Argentina | 1.ª           | 2011          | 5     | 0     | 1                   | 0                   | —                          | —                          | 6     | 0     |
| Racing Club Argentina | Total club    | Total club    | 5     | 0     | 1                   | 0                   | 0                          | 0                          | 6     | 0     |
| Arsenal de Sarandí Argentina | 1.ª           | 2012          | 9     | 0     | —                   | —                   | 5                          | 0                          | 14    | 0     |
| Arsenal de Sarandí Argentina | 1.ª           | 2013          | 4     | 0     | 1                   | 0                   | 1                          | 0                          | 6     | 0     |
| Arsenal de Sarandí Argentina | Total club    | Total club    | 13    | 0     | 1                   | 0                   | 6                          | 0                          | 20    | 0     |
| All Boys Argentina | 1.ª           | 2013          | 11    | 2     | 1                   | 0                   | —                          | —                          | 12    | 2     |
| All Boys Argentina | 1.ª           | 2014          | 15    | 1     | —                   | —                   | —                          | —                          | 15    | 1     |
| All Boys Argentina | Total club    | Total club    | 26    | 3     | 1                   | 0                   | 0                          | 0                          | 27    | 3     |
| Universidad de Chile · Chile | 1.ª           | 2014-15       | 25    | 1     | —                   | —                   | 5                          | 0                          | 30    | 1     |
| Universidad de Chile · Chile | 1.ª           | 2015-16       | 20    | 0     | 8                   | 0                   | —                          | —                          | 28    | 0     |
| Universidad de Chile · Chile | 1.ª           | 2017          | 12    | 1     | —                   | —                   | 2                          | 0                          | 14    | 1     |
| Universidad de Chile · Chile | 1.ª           | 2018          | 12    | 2     | 2                   | 0                   | —                          | —                          | 14    | 2     |
| Universidad de Chile · Chile | 1.ª           | 2019          | 14    | 3     | 7                   | 0                   | —                          | —                          | 21    | 3     |
| Universidad de Chile · Chile | 1.ª           | 2020          | 31    | 4     | —                   | —                   | 2                          | 0                          | 33    | 4     |
| Universidad de Chile · Chile | 1.ª           | 2021          | 31    | 1     | 3                   | 0                   | —                          | —                          | 34    | 1     |
| Universidad de Chile · Chile | Total club    | Total club    | 145   | 12    | 20                  | 0                   | 9                          | 0                          | 174   | 12    |
| Patronato Argentina | 1.ª           | 2016          | 12    | 0     | —                   | —                   | —                          | —                          | 12    | 0     |
| Patronato Argentina | Total club    | Total club    | 12    | 0     | 0                   | 0                   | 0                          | 0                          | 12    | 0     |
| Kayserispor Turquía | 1.ª           | 2017-18       | 13    | 0     | 8                   | 0                   | —                          | —                          | 21    | 0     |
| Kayserispor Turquía | Total club    | Total club    | 13    | 0     | 8                   | 0                   | 0                          | 0                          | 21    | 0     |
| Unión Española · Chile | 1.ª           | 2022          | 23    | 0     | 2                   | 1                   | 2                          | 0                          | 27    | 1     |
| Unión Española · Chile | Total club    | Total club    | 23    | 0     | 2                   | 1                   | 2                          | 0                          | 23    | 1     |
| Deportes Antofagasta · Chile | 2.ª           | 2024          | 23    | 1     | 3                   | 0                   | —                          | —                          | 26    | 1     |
| Deportes Antofagasta · Chile | Total club    | Total club    | 23    | 1     | 3                   | 0                   | 0                          | 0                          | 26    | 1     |
| Total carrera | Total carrera | Total carrera | 306   | 19    | 43                  | 1                   | 17                         | 0                          | 367   | 19    |
| (1) Incluye datos de Copa Chile (2011-19), Copa Argentina, (2011-13), Supercopa de Chile (2015) y Copa de Turquía (2017-18). (2) Incluye datos de Copa Libertadores (2012-15) y Copa Sudamericana (2017). (3) No incluye goles en partidos amistosos. |               |               |       |       |                     |                     |                            |                            |       |       |

## Palmarés
| Título                    | Club                 | País      | Año    |
| ------------------------- | -------------------- | --------- | ------ |
| Primera División          | Arsenal              | Argentina | C-2012 |
| Supercopa Argentina       | Arsenal              | Argentina | 2012   |
| Primera División de Chile | Universidad de Chile | Chile     | A-2014 |
| Supercopa de Chile        | Universidad de Chile | Chile     | 2015   |
| Copa Chile                | Universidad de Chile | Chile     | 2015   |
| Primera División de Chile | Universidad de Chile | Chile     | C-2017 |